# 圣马丹欧拉尔
圣马丹欧拉尔（法語：Saint-Martin-au-Laërt，法語發音：[sɛ̃ maʁtɛ̃ o laʁ]）是法国上法蘭西大區加来海峡省的一个市镇，属于圣奥梅尔区。2016年，圣马丹欧拉尔与市镇塔坦盖姆合并为新市镇圣马丹莱塔坦盖姆，圣马丹欧拉尔为新市镇行政中心。

## 地理
圣马丹欧拉尔（50°45'19"N, 2°14'9"E）面积4.94 平方千米，位于法国上法蘭西大區加来海峡省，该省份为法国北部沿海省份，西北濒北海，南至索姆省，东临北部省。
与圣马丹欧拉尔接壤的市镇（或旧市镇、城区）包括：萨尔佩维克、隆格内斯、塔坦盖姆。
圣马丹欧拉尔的时区为UTC+01:00、UTC+02:00（夏令时）。

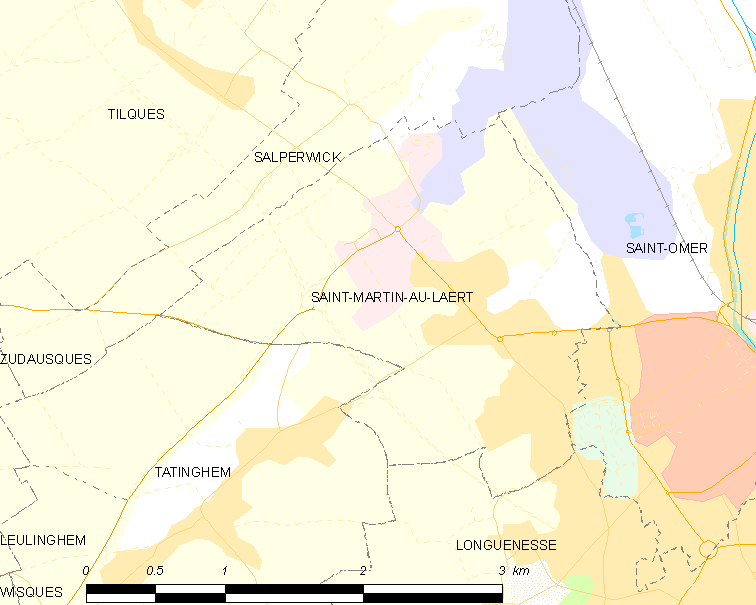
圣马丹欧拉尔的OSM定位图

## 行政
圣马丹欧拉尔的邮政编码为62500，INSEE市镇编码为62757。

## 政治
圣马丹欧拉尔所属的省级选区为圣奥梅尔县。

## 人口

1962-2008年间圣马丹欧拉尔人口变化图示

圣马丹欧拉尔于2018年1月1日时的人口数量为4077人。